# Per Sætersdal
Per Sætersdal (Bergen, 18 maggio 1964) è un ex canottiere norvegese, vincitore della medaglia d'argento olimpica a Barcellona 1992 nel quattro di coppia insieme a Kjetil Undset, Lars Bjønness e Rolf Thorsen.
Quattro anni prima aveva partecipato anche a Seul 1988 insieme a Kjell Voll nel 2 di coppia classificandosi undicesimo.
Nel 1990 ha vinto il bronzo nel singolo ai campionati mondiali di Lake Barrington 1990.

## Palmarès
- Giochi olimpici

Barcellona 1992: argento nel quattro di coppia.
- Campionati del mondo di canottaggio

Lake Barrington 1990: bronzo nel singolo.